# Wapen van Panama

Wapen van Panama

Het wapen van Panama is het officiële heraldische symbool van het Centraal-Amerikaanse land Panama. Het wapen is officieel in gebruik sinds 4 juni 1904, maar het ontwerp is sindsdien enkele keren enigszins aangepast, voor het laatst in 1906.
Het wapen bestaat uit een schild dat gekroond wordt door een harpij en geplaatst is tussen twee Panamese vlaggen en vier speren en onder negen gouden sterren. Dit alles bevindt zich op een groene achtergrond, die de rijke vegetatie van het land moet symboliseren.

## Symboliek

### Wapenschild
Het schild is verdeeld in vijf velden. In het middelste veld wordt de positie van Panama tussen de Grote Oceaan en de Caribische Zee uitgebeeld en meer in het bijzonder de rol van het Panamakanaal in het verkeer tussen beide wateren. De zon en maan symboliseren de onafhankelijkheid die mede door de komst van het kanaal is verworven.
In het veld linksboven (van voren gezien) zijn een zwaard en een geweer opgehangen als verwijzing naar de hoop dat de burgeroorlogen uit het verleden niet meer herhaald worden. Het veld rechtsboven toont een schop en een houweel als symbolen van de opbouw van het land.
Het veld linksonder bevat een hoorn des overvloeds als verwijzing naar de Panamese weelde. Rechtsonder staat een adelaar als symbool van soevereiniteit.

### Om het wapenschild
De negen sterren bovenaan verwijzen naar de negen provincies van Panama. Daaronder staat een harpij, die wordt gezien als de Panamese nationale vogel. Hij houdt een lint met daarop het nationale motto Pro Mundi Beneficio in zijn snavel. In  1949 werd officieel vastgelegd dat boven in het wapen een adelaar moest worden afgebeeld, maar daarbij werd niet vermeld wat voor adelaar dat zou moeten zijn. In de praktijk beeldde men vaak een harpij af. In 2002 werd de harpij 'benoemd' als nationale vogel, waarna vier jaar later officieel werd vastgelegd dat de adelaar op het wapen een harpij is.